# 孙航
孙航（1963年12月—），安徽太和人，中国植物学家，中国科学院昆明植物研究所研究员、原所长，中国科学院院士。

## 生平
孙航出生于云南昆明。1983年毕业于云南大学生物系。此后赴中国科学院昆明植物研究所深造，先后于1988年、1995年获硕士、博士学位。毕业后留所担任副研究员。1997年晋升研究员。他曾历任中国科学院东亚植物多样性与生物地理学重点实验室主任，中国科学院昆明分院院长助理、副院长，昆明植物研究所副所长等职。2014年至2023年间出任昆明植物研究所所长。
孙航是云南省植物学会理事长、中国植物学会副理事长。他曾获得过云南省自然科学院一等奖、中国科学院自然科学二等奖、竺可桢野外科学考察奖、中国科学院青年科学家一等奖、方树泉青年科学家奖等奖项，并入选过2007年“新世纪百千万人才工程国家级人选”、2008年中国科学院“百人计划”。2023年当选中国科学院生命科学和医学学部院士。
为表彰孙航在植物学领域的贡献，2019年蔷薇科李属一新种被命名为孙航樱。